# GpgFrontend (software)
Gpgfrontend je multiplatformní grafický program pro správu OpenPGP klíčů a certifikátů podle normy RFC 9580. Umožňuje též šifrovat a dešifrovat textové soubory jako grafické rozhraní GnuPG.

## Použití
Kompletní správa klíčů a certifikátů pro asymetrické šifrování s veřejným klíčem. Použití je téměř stejné jako u software Kleopatra, jen neumožňuje správu taky S/MIME klíčů. 